# رئیس‌جمهور ایالات متحده آمریکا
رئیس‌جمهور ایالات متحده آمریکا (به انگلیسی: President of the United States) ریاست یکی از قوای سه‌گانه در دولت ایالات متحدهٔ آمریکا را بر عهده دارد. رئیس‌جمهور شاخه اجرایی دولت فدرال را هدایت می‌کند و فرماندهٔ کل نیروهای مسلح ایالات متحده آمریکا است. او به‌طور همزمان رئیس کشور و رئیس دولت ایالات متحده است.
قدرت ریاست‌جمهوری از زمان شکل‌گیری آن، همانند قدرت تمامی ارگان‌های دولت فدرال رشد کرده است. از اوایل قرن ۲۰ ریاست‌جمهوری با افزایش قدرت قابل توجهی در دوران ریاست‌جمهوری فرانکلین روزولت، نقش پررنگ‌تری در صحنهٔ سیاسی آمریکا داشته است. در دوران معاصر، همچنین از رئیس‌جمهور به‌عنوان رهبر تنها ابرقدرت باقی‌مانده و به‌عنوان یکی از قدرتمندترین شخصیت‌های سیاسی جهان یاد می‌شود. رئیس‌جمهور به‌عنوان رهبر ملتی با بزرگ‌ترین اقتصاد جهان، دارای قدرت سخت و نرم داخلی و بین‌المللی است.
مادهٔ دوم قانون اساسی قوهٔ مجریه دولت فدرال را تأسیس می‌کند و قدرت اجرایی را به رئیس‌جمهور می‌سپارد. این قدرت شامل اجرای قوانین فدرال و مسئولیت انتصاب مسئولان اجرایی، دیپلماتیک، نظارتی و قضایی فدرال است. بر اساس مقررات قانون اساسی که رئیس‌جمهور را قادر می‌سازد سفیران کشور را تعیین کند و سفیران دیگر کشورها را بپذیرد و معاهدات را با قدرت‌های خارجی منعقد کند و قوانین مرتبط که بعداً توسط کنگره تصویب شده است، رئیس‌جمهور را به‌عنوان تعیین‌کنندهٔ اصلی سیاست خارجی ایالات متحده قرار می‌دهد.
رئیس‌جمهور همچنین در قوانین فدرال و سیاست‌گذاری داخلی نقش اصلی را ایفا می‌کند. به عنوان بخشی از سیستم تعادل میان قوا در ایالات متحده، مادهٔ اول، بند ۷ قانون اساسی به رئیس‌جمهور این اختیار را می‌دهد که قوانین فدرال را امضا یا وتو کند.
در پی برگزاری انتخابات ریاست جمهوری ایالات متحدهٔ آمریکا، هر ۴ سال یک‌بار در بیستم ژانویه، رئیس‌جمهورِ منتخب ایالات متحدهٔ آمریکا به‌همراه معاون رئیس‌جمهور ایالات متحدهٔ آمریکا با ادای سوگند، مسئولیت اجراییِ دولت ایالات متحدهٔ آمریکا را بر عهده می‌گیرند. رئیس‌جمهور در حضور قاضی ارشد ایالات متحده آمریکا این‌گونه سوگند می‌خورد: «من رسماً سوگند یاد می‌کنم که مسئولیت ریاست‌جمهوری ایالات متحده را صادقانه انجام دهم و تا آنجا که در توان دارم از قانون اساسی ایالات متحدهٔ آمریکا صیانت، حمایت و دفاع کنم».
براساس متمم بیست و دوم قانون اساسی، که در سال ۱۹۵۱ تصویب شد، هیچ شخصی که برای دو دوره ریاست‌جمهوری انتخاب شده‌باشد، نمی‌تواند برای دوره سوم نامزد شود.
هم‌اکنون دونالد ترامپ برای دومین بار غیر متوالی به عنوان چهل و هفتمین رئیس‌جمهور ایالات متحدهٔ آمریکا فعالیت می‌کند.

## تاریخچه

ریچارد نیکسون هنگام ادای سوگند برای مقام ریاست‌جمهوری

جایگاه کنونی رئیس‌جمهور در نظام سیاسی ایالات متحده به مراتب با نظرات بنیانگذاران آمریکا این کشور تفاوت‌دارد. تدوین کنندگان قانون اساسی در آخرین سال‌های قرن هجدهم به نهاد ریاست‌جمهوری به‌عنوان مجری و اداره‌کنندهٔ قوانین نگاه می‌کردند و وظایف اندکی را برای وی در قانون اساسی در نظر گرفتند. آنان امیدوار بودند کشوری را تأسیس نمایند که در آن قدرت واقعی در دست نمایندگان ملت و دولت‌های ایالتی باشد و دولت فدرال صرفاً به امور خارجی و هماهنگی میان ایالت‌ها بپردازد. قانون اساسی، ورود دولت فدرال به اقتصاد و وضع مالیات را منع‌کرده و همین دو مورد بخش وسیعی از اختیارات را از رئیس‌جمهور سلب کرده است. تعداد بسیار اندک کارکنان و وزرای رؤسای جمهور اولیه، نظیر جرج واشینگتن و توماس جفرسون، بیانگر آن است که در سال‌های اولیهٔ حیات ایالات متحده تا چه اندازه رئیس‌جمهور و دولت وی فاقد اختیارات بودند. اما طی سالیان متمادی، این وضعیت دگرگون شد.
اکنون رئیس‌جمهور از نقش چشم‌گیری در تحولات سیاسی و اجتماعی کشور برخوردار است. وی با انتخاب وزرا، آن‌گونه که خود صلاح می‌داند، تصمیم‌گیری می‌کند و در بسیاری از مواقع نیز، با استفاده از حق وتو، بر روند قانون‌گذاری کنگره تأثیر می‌گذارد. فرماندهی کل نیروهای مسلح و ادارهٔ دیپلماسی خارجی کاملاً در اختیار رئیس‌جمهور است و وی در صحنه بین‌المللی راساً تصمیم می‌گیرد. به‌علاوه با تأسیس تعداد زیادی وزارتخانه (کابینه ایالات متحده آمریکا) و سازمان‌های مستقل تحت‌نظر ستاد کارکنان ریاست جمهوری ایالات متحده آمریکا، وی و مشاورانش در مسائلی نظیر آموزش، اقتصاد، محیط زیست، منابع زیرزمینی و حمل‌ونقل دخالت می‌کند. درحالی‌که در سالیان نه‌چندان دور، این موضوعات در حوزهٔ صلاحیت انحصاری دولت‌های ایالتی بود.

## اختیارات ریاست‌جمهوری
فرماندهی کل قوا (ارتش آمریکا و دیگر تجهیزات نظامی) انتخاب افراد برگزیده در دولت

## اختیارات تأمین امنیت ملی
- فرماندهی کل نیروهای مسلح و نیروهای شبه‌نظامی
- انعقاد قرارداد با کشورهای خارجی (با موافقت کنگره)
- معرفی سفیران
- پذیرش سفیران دیگر کشورهای جهان
- اعمال تحریم علیه یک کشور (طبق مصوبات کنگره)
- اعلام وضعیت فوق‌العاده ملی (طبق مصوبات کنگره)

## اختیارات قانونگذاری
- ارائهٔ اطلاعات موردنیاز کنگره
- درخواست تصویب قانون از کنگره
- دعوت مجالس قانون‌گذاری به جلسات فوق‌العادهٔ کنگره
- اعلام تعطیلی موقت کنگره درصورت اختلاف نظر میان مجالس بر سر زمان تعطیلی (حداکثر ۳ روز)
- وتوی مصوبات کنگره

## اختیارات اداری
- مسئول و ناظر اجرای صحیح قوانین
- معرفی وزرا و مقامات بلندپایهٔ اداری به کنگره (همانند وزرای کابینه یا رئیس بانک مرکزی ایالات متحده آمریکا)
- درخواست دریافت گزارش از مقامات دولتی
- پرکردن موقت پست‌های خالی دولتی در زمان تعطیلی کنگره (تا زمان تشکیل جلسه بعدی کنگره)

## اختیارات قضایی
- درخواست بخشش و عفو برای محکومان (به‌استثنای محکومان استیضاح)
- معرفی قضات دیوان عالی فدرال به مجلس سنا (دیوان عالی فدرال ایالات متحده آمریکا)

## امنیت

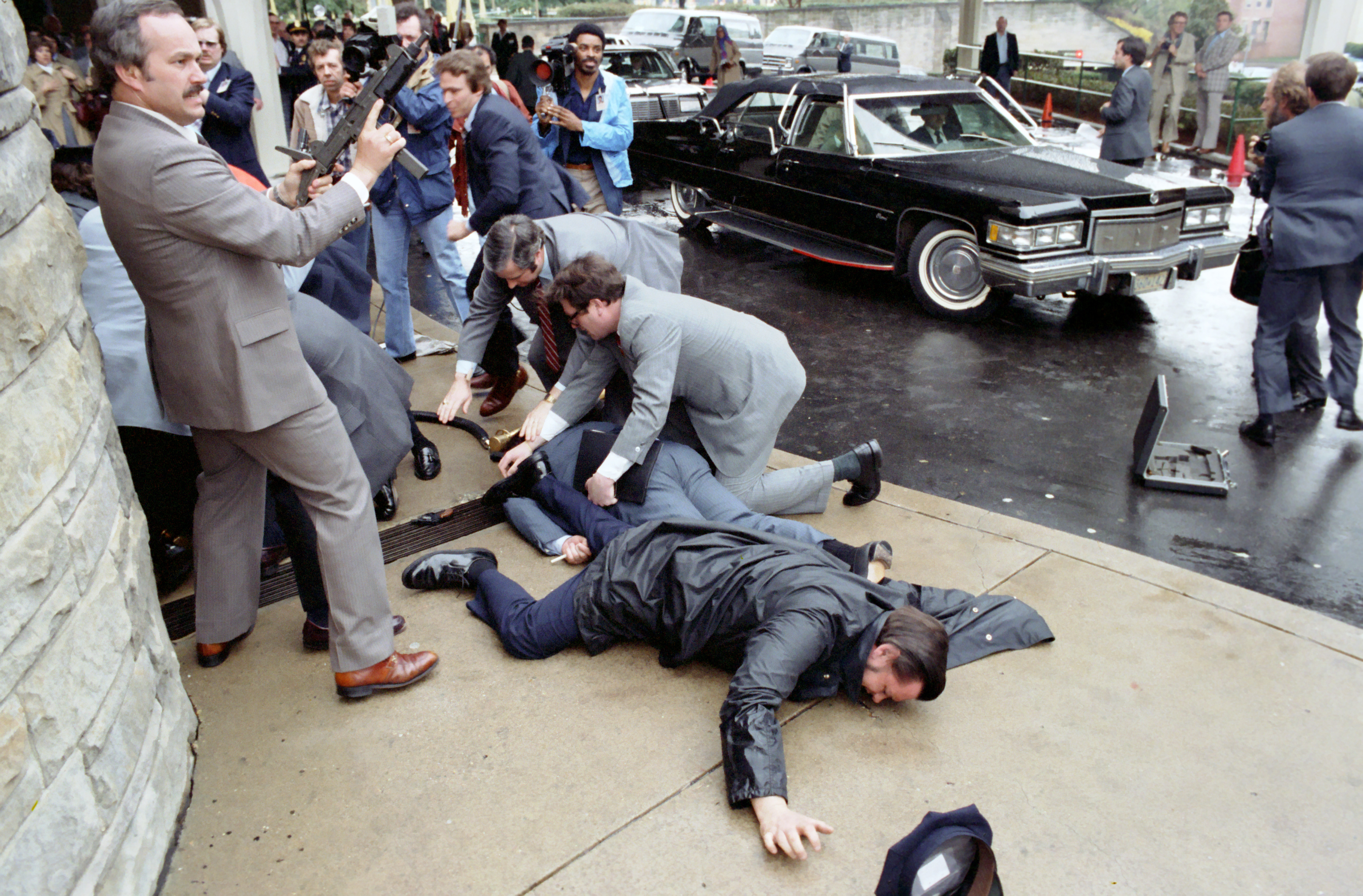
صحنهٔ ترور رونالد ریگان در ۳۰ مارس ۱۹۸۱ میلادی. مأموران سرویس مخفی درحال خلع‌سلاح جان هینکلی و در تلاش برای حفاظت از جان رئیس‌جمهور

حفاظت امنیتی از جان رئیس‌جمهور و خانوادهٔ رئیس‌جمهور و همچنین رئیس‌جمهورهای سابق ایالات متحدهٔ آمریکا و خانواده‌شان بر عهدهٔ سرویس مخفی ایالات متحدهٔ آمریکا است.

## جستارهای وابسته

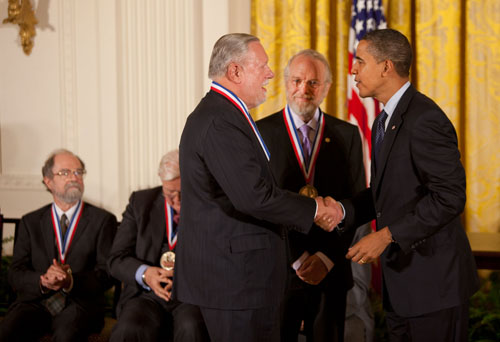
چارلز گسچه در حال دریافت مدال تکنولوژی ایالات متحدهٔ آمریکا از دست رئیس‌جمهور باراک اوباما

### کتابشناسی
- آلکسی دوتوکویل، تحلیل دموکراسی در آمریکا، رحمت‌الله مقدم مراغه‌ای (مترجم)، تهران: زَوّار، چاپ اول، ۱۳۴۷
- آندره موروا، تاریخ آمریکا، نجفقلی معزی (مترجم)، تهران: اقبال، چاپ دوم، ۱۳۸۳
- مارکوس وب، ایالات متحدهٔ آمریکا، فاطمه شاداب (مترجم)، تهران: ققنوس، چاپ اول، ۱۳۸۳
- امیرعلی ابوالفتح، برآورد استراتژیک ایالات متحدهٔ آمریکا، تهران: مؤسسهٔ فرهنگیِ مطالعات و تحقیقات بین‌المللیِ اَبرار معاصر تهران، چاپ اول، ۱۳۸۱
- فرانک ال. شوئل، آمریکا چگونه آمریکا شد؟، ابراهیم صدقیانی (مترجم)، تهران: انتشارات امیرکبیر، چاپ سوم، ۱۳۸۳
- حسین حمیدی‌نیا، ایالات متحدهٔ آمریکا، تهران: دفتر مطالعات سیاسی و بین‌المللی، چاپ اول، ۱۳۸۲